# Mezquita de Omar Ibn Al-Jattab
La mezquita de Omar Ibn Al-Jattab en Maicao, La Guajira (Colombia), es una de las mezquitas más grandes de Iberoamérica, inaugurada el 17 de septiembre de 1997 con un minarete de 31 m de altura. Lleva el nombre de Umar ibn al-Jattab, el segundo califa del islam. Conocida simplemente como “La Mezquita” (por ser la única en la región) es, junto al adjunto Colegio Dar el Arkam, uno de los principales centros culturales de la comunidad musulmana en el país. Fue diseñada por el arquitecto venezolano de origen iraní Alí Namazi Borhan (1953-2008) y levantada por el ingeniero civil Oswaldo Vizcaíno Fontalvo, quien utilizó mármol italiano para su construcción.

## Interior
En la entrada, se emplaza  un gran salón con cuadros y sus leyendas en árabe. Más adelante, hay otro salón, mayor que el anterior, utilizado por los hombres para rezar. Allí también se reúnen cuando rompen el ayuno. 
En el techo hay grabados y una decoración interesante, y en dirección a La Meca está el lugar donde rezan las mujeres, es un sitio elevado dentro del mismo gran salón, una especie de mirador. La parte superior del inmueble la domina el minarete.
Al salir de la mezquita, debajo de las grandes escaleras, hay un cuarto donde los musulmanes realizan las autopsias a sus muertos, tienen tan solo dos cajones los cuales son metálicos en donde transportan a todos sus muertos al cementerio musulmán, allí los sepultan de pies envueltos y sin cajón.